# ドラゴンボールZ 超悟空伝 -覚醒編-
『ドラゴンボールZ 超悟空伝 -覚醒編- 』（ドラゴンボールゼット スーパーごくうでん かくせいへん）は、1995年9月22日にバンダイから発売されたスーパーファミコン用アドベンチャーゲーム。『ドラゴンボールZ』のスーパーファミコン作品第6弾。
『ドラゴンボールZ 超悟空伝 -突激編-』から約6ヶ月後に発売された同作の続編であり、『超悟空伝』の後編に当たる。原作漫画『ドラゴンボール』の 14 - 28 巻（第二十三回天下一武道会からフリーザ編）を題材としている。

## 概要
原作のエピソードを再現し、孫悟空と孫悟飯のストーリーを追体験する。前作より選択肢によるifのストーリーが多くなり、悟空以外のキャラクターでナッパを倒せる、フリーザが不老不死になってしまうなど、その内容は多彩。当時放送されたCMもベジータ、ギニュー、フリーザの3人が「オレたちも!勝てるって!ホントだろうなぁー!」と叫び、最後にゲームの画面を見て驚くというコミカルなものだった。前作をクリアしたパスワードで始めると高い能力値で始められる。本作ではイベント度、技度、DBZ度を評価し総合評価も表されるようになった。

## ゲーム内容

### システム
アドベンチャー
ストーリーを進める画面。時々「DBZ カルトクイズ」が出題され、それに答えられるとDBZ度が上がる。また、時々出る選択肢により原作と違うイベントが起きる（2周目から選択肢が増える）。前作にあった相談システムは廃止された。
ステータス
コミックプレイの状況や達成値、クリア表の確認や技の設定ができる。この他にも敵技目撃表も存在する。
戦闘
今作では空中戦も繰り広げられる。戦闘で負けてもストーリーが続く。
攻撃は、反撃技 (Y) 、パワー技 (X) 、スピード技 (B) 、光弾技 (A) 、必殺技 (A+X) 、特殊技 (B+Y) の6種類に分かれる。それぞれの技に相性が設定されている。
- 反撃技はスピード技に勝ち、パワー技に負ける
- パワー技は反撃技に勝ち、光弾技に負ける
- 光弾技はパワー技に勝ち、スピード技に負ける
- スピード技は光弾技に勝ち、反撃技に負ける
- 必殺技は特殊技以外の技に勝つ。
- 特殊技は必殺技に勝ち、かつ動きを止めるが他の技には負ける。

必殺、特殊以外の技は使えば使うほどレベルが上がりより強力な技が覚えられる（悟空のみ前作のパスワードを使わないと覚えられない技がある）。
操作キャラクターと交代
今作は孫悟空だけでなく、孫悟飯を操作することができる。また、場面に応じて入れ替えになることになる。入れ替えている間はもう片方のキャラクターは操作することができない。
セーブ
今作は前半・後半の部分ではなく、決められた場面が終わるとセーブできる。また、セーブせずに体力や戦闘力を上げることができる。案内人は神龍になっている。
ゲームオーバー
重要な戦闘に負けたり選択肢を間違えたり、特定のミニゲームを失敗するとバッドエンドの場面になり、フリーザ（声：中尾隆聖）に嘲笑されゲームオーバーになる。
ゲームクリア後
1周目をクリアするとセーブされ、1周目をクリアしたデータを始めるとピッコロ編、ベジータ編、フリーザ編のストーリー場面を選べるが、一回選んでセーブされるともう一度ゲームをクリアしないと選べない。2周目以降に新しい選択場面が追加され、覚えた技と経験値と達成率がそのまま引き継ぐ。
パスワード
前作『突激編』のクリアパスワードを入れると有利な状態で始められる。カタカナと平仮名の「べ」「ぺ」「へ」が区別できず、説明書には「り」「へ」「べ」「ぺ」はカタカナで入力せよとの記述がある。また、入力を一度間違えてしまうと訂正ができない。

### 使用できる技
今作の技は反撃技、パワー技、スピード技、光弾技、必殺技、特殊技の6種類に分けられる。
反撃技、パワー技、スピード技、光弾技の4つは技を5つまで好きなように設定できる。また、必殺技、特殊技はそれぞれ1つしかないため、設定できない。
技を覚えるには反撃技、パワー技、スピード技、光弾技の4つのコマンドを出し続けると経験値がたまり、一定の経験値を達成するとレベルアップして新しい技が覚えられる。それぞれレベル7まで覚える。覚える技は共通の物と悟空専用、悟飯専用の技が存在する。また、必殺技、特殊技には経験値がなく、技を覚えることはない。
覚えた技は前作同様、ポーズメニューで技設定しないと出せない。
今作の戦闘力の消費量が前作と異なり、戦闘力の最大値のパーセンテージで消費するようになっている。消費量はステータス画面の技に表示されている。ただし、必殺技と特殊技は表示されない。

#### 反撃技
相手がスピード技の場合にダメージを与えることができる。パワー技の場合はダメージを受けてしまう。それ以外の場合は引き分けになる。
共通
- 投げ - 悟空はレベル3で覚え、悟飯は最初から覚えている。戦闘力は消費しない。
- カウンター - 悟空は最初から覚えていて、悟飯はレベル1で覚える。
- 残像カウンター - 悟空はレベル1、悟飯はレベル2で覚える。
- カウンターアタック - 悟空はレベル2、悟飯はレベル3で覚える。
- 超残像カウンター - どちらもレベル4で覚える。
- カウンタースロー - 悟飯はレベル5で覚える。戦闘力は消費しない。

悟空専用
悟飯専用

#### パワー技
相手が反撃技の場合にダメージを与えることができる。光弾技の場合はダメージを受けてしまう。それ以外の場合は引き分けになる。
共通
- 体当たり - どちらも最初から覚えている。
- ダッシュアタック - どちらもレベル1で覚える。
- パワーアタック - どちらもレベル2で覚える。
- エルボースマッシュ - どちらもレベル3で覚える。
- パワーラッシュ - どちらもレベル5で覚える。

悟空専用
- パワーチャージ - レベル4になるとで覚える。
- 亀仙流最終奥義 - 最初にある条件を満たすことで覚える。レベル上げでは覚えられない。
- メテオスマッシュ - レベル7で覚える。

悟飯専用
- 突撃 - レベル4で覚える。
- 爆烈ラッシュ - レベル6で覚える。
- 超爆烈ラッシュ - レベル7で覚える。

#### 光弾技
相手がパワー技の場合にダメージを与えることができる。スピード技の場合はダメージを受けてしまう。それ以外の場合は引き分けになる。
なお、これらの技で共通するものはない。
悟空専用
- 誘導気功弾 - 最初から覚えている。
- 連続気功弾 - レベル1で覚える。
- 拡散気功弾 - レベル2で覚える。
- 気合砲 - レベル3で覚える。
- 超誘導気功弾 - レベル4で覚える。
- 超連続気功弾 - レベル5で覚える。

悟飯専用
- 爆発波 - 最初から覚えている。
- 連続魔光砲 - レベル1で覚える。
- 拡散魔光砲 - レベル2で覚える。
- 誘導魔光砲 - レベル3で覚える。
- 爆裂波 - レベル4で覚える。
- 超連続魔光砲 - レベル5で覚える。
- 超爆裂波 - レベル6で覚える。
- 爆裂連続魔光砲 - レベル7で覚える。

#### スピード技
相手が光弾技の場合にダメージを与えることができる。反撃技の場合はダメージを受けてしまう。それ以外の場合は引き分けになる。
共通
- 残像拳 - 悟空は最初から覚えていて、悟飯はレベル1で覚える。
- マッハアタック - 悟空はレベル1、悟飯はレベル2で覚える。
- フェイントアタック - 悟空はレベル2、悟飯はレベル3で覚える。
- 残像アタック - 悟空はレベル3、悟飯はレベル4で覚える。
- ダッシュブロー - 悟空はレベル4、悟飯はレベル6で覚える。
- フェイントスラッシュ - どちらもレベル5で覚える。

悟空専用
- ファイナルアタック - レベル6で覚える。

悟飯専用
- ダッシュパンチ - 最初から覚えている。戦闘力は消費しない。

#### 必殺技
相手が特殊技以外の場合にダメージを与えることができる。特殊技の場合は気絶状態になってしまい、戦闘力の最大値が約80％下がってしまう。
相手も必殺技の場合は戦闘力に応じて、最大に貯めているときはダメージを与えることができるが、最大でも引き分けになることや、負けてダメージを受けてしまうことがある。中途半端のときは引き分けになるが、負けてダメージを受けてしまうことがある。低いと確実に負けてダメージを受けてしまう。
共通するものがなく、一つのみ。
悟空専用
- かめはめ波 - 最初から覚えている。戦闘力の最大値の約75％消費する。

悟飯専用
- 魔閃光 - 最初から覚えている。戦闘力の最大値の約75％消費する。

#### 特殊技
相手が必殺技の場合に気絶状態にでき、戦闘力の最大値を約80％下げることができる。それ以外の場合はダメージを受けてしまう。両者特殊技のときのみ引き分け。
共通するものがなく、一つのみ。
悟空専用
- 太陽拳 - 最初から覚えている。戦闘力の最大値の10％消費する。

悟飯専用
- 怒りパワー - 最初から覚えている。戦闘力の最大値の10％消費する。

### エンディング
今作はバッドエンド、ノーマルエンド、スペシャルエンドなど多数存在する。

#### バッドエンド
これらのエンディングはゲームオーバーのもので区別されている。このエンディングはスタッフロールがなく、終わるとフリーザに「ざまあみろ!」と言われてゲームオーバーと表示される。これらのバッドエンドはイベントに記録されず、セーブしたところからやり直しになる。
世界征服を始めるピッコロ
ピッコロの闘いで負ける。
ラディッツに敗れる
ラディッツの闘いで負ける。
弱虫のままの悟飯
ミニゲーム『恐竜から逃げろ!』のミニゲームで失敗する。
ナッパの闘いで悟飯が死ぬ
悟飯でナッパの闘いで負ける。
ほか多数

#### ノーマルエンド
ゲームをクリアしたら見られるもので、一種類のみ。スタッフロール、キャラクター紹介が流れる。キャラクター紹介が終わるとセーブすることになる。
覚醒編完結
フリーザを撃破して『覚醒編』をクリアする。

#### スペシャルエンド
これらのエンディングは2周目以降に追加された選択肢を選んだら見られる。この展開が終わるとゲームクリアと同じ扱いでスタッフロールはあるが、キャラクター紹介はない。スタッフロールが終わると達成率が記録されてセーブすることになる。
ピッコロを封印
ピッコロと初対面の時、天津飯の会話で「ピッコロだ」と選択する。
神様死す
ピッコロに勝った後、神様がピッコロを殺そうとする時に「なにしているんだ?」と選択する。
悟飯がサイヤ人の手下になる
悟空がラディッツの尻尾を握って、ラディッツの罠で「だまされない」と選択する。
大猿ベジータ戦で元気玉を貯めるのに失敗して敗北
大猿ベジータと戦っている時、元気玉を貯めるための時間を稼ごうとする時に「元気玉!!!!!!」と選択する。このエンディングのみバッドエンド扱い。
ベジータ死す
ベジータ戦に勝利して、クリリンがとどめを刺そうとするときに「やっちまえっーーーー!!!!」と選択する。
ナメック星到着後に地球に帰る
クリリンが「おれたちも帰ろうか」という会話の後に「そうですね」と選択する。
全員を生き返らせるが…
フリーザたちを初めて見た後のクリリンとの会話で「ここで待っている」と選択する。
ギニューがベジータとボディチェンジ成功するが…
ギニューがベジータの体を変えようとするときに、悟空がカエルを投げる時に「こいつだ」と選択する。
フリーザが不老不死になる
フリーザの宇宙船の前でクリリンの会話で「様子を見る」と選択する。
ベジータが不老不死になるが…
フリーザの宇宙船の前でクリリンの会話で「僕も一緒に行く」と選択する。この後にも分岐がある。

### ミニゲーム
恐竜から逃げろ!
恐竜が悟飯の上に重なったらタイミングよくXボタンでジャンプして逃げれば成功。5回成功すればクリア。逆に5回失敗するとゲームオーバー。
お肉もらっちゃお!
恐竜が悟飯の上に重なったらタイミングよくXボタンでジャンプして捕まえれば成功。10回成功すればクリア。
バブルスをつかまえろ!!
逃げるバブルスをXボタン連打で捕まえれば成功。
レンガの動きをとらえろ!!
画面を素早く動くレンガをXボタンで真ん中で止められれば成功。失敗を続けると界王様に怒られる。

## ストーリー
今作のストーリーは全四部あり、一定場面のパートに分かれて区別されている。
- 第一部 ピッコロ編（『突激編』から3年後の第23回天下一武道会が始まる所からスタート）
  - パート1 第23回天下一武道会開催 - 前作のまとめ〜決勝戦へ
  - パート2 天下一武道会決勝戦 - ピッコロと直接対決〜悟空とチチ、旅立つ
  - パート3 謎の異星人!? - サイヤ人登場〜ラディッツの所へ向かう悟空
  - 最終パート 孫悟空の最後!? - ラディッツの所へ到着〜ベジータとナッパ登場
- 第二部 ベジータ編（悟空があの世にいる所からスタート）（このストーリーから悟飯が使えるようになる）
  - パート1 なげく孫悟飯 - あの世へ来た悟空〜神様とポポ
  - パート2 満月の出来ごと - 修行中の悟飯〜チチ、悟空が死んだと聞いて気絶
  - パート3 それぞれの一年間 - 天界で修行中のクリリン達〜悟空、界王星で修行開始
  - パート4 親子2代の荒修行1 - 天界での修行を終えたクリリン達〜悟飯のパワー技・スピード技の修行を終える1
  - パート5 親子2代の荒修行2 - 悟飯の気功技・反撃技の修行1〜修行を続けている悟飯
  - パート6 親子2代の荒修行3 - 悟空の戦闘力・体力の修行1〜修行を終える悟空1
  - パート7 親子2代の荒修行4 - 悟空の戦闘力・体力の修行2〜修行を終える悟空2
  - パート8 親子2代の荒修行5 - 今日も修行を始める悟空1〜修行を終える悟飯2
  - パート9 親子2代の荒修行6 - 悟飯の気功技・反撃技の修行2〜悟飯とピッコロの寝る前の会話
  - パート10 親子2代の荒修行7 - 悟空の戦闘力・体力の修行3〜修行を終える悟空3
  - パート11 親子2代の荒修行8 - 悟空の戦闘力・体力の修行4〜修行を終える悟空4
  - パート12 親子2代の荒修行9 - 今日も修行を始める悟空2〜悟飯のパワー技・スピード技の修行を終える3
  - パート13 親子2代の荒修行10 - 悟飯の気功技・反撃技の修行3〜悟飯の気功技・反撃技の修行を終える
  - パート14 サイヤ人迫る!! - 界王拳の修行をする悟空〜決戦へ向かう悟空
  - パート15 決戦の時 - サイヤ人、地球に到着〜栽培マンを全滅し、ナッパとベジータの対決へ
  - パート16 悪夢 - ナッパと直接対決〜悟空と戦うため、3時間待つベジータ（条件を満たしていない場合は、ベジータの対決へ）
  - パート17 いそげ!孫悟空（条件を満たす必要がある） - 3時間後、再び戦い始めるベジータ〜ベジータの対決へ
  - パート18 一騎討ち!! - ベジータと直接対決〜ベジータ、戦いに敗れて退却する
  - パート19 わずかな可能性 - 悟空達を運んで行くブルマ達〜ナメック星に向けて、準備を始める
  - パート20 ナメック星へ - ナメック星に向けて出発する〜明日に向けて休む1
  - パート21 宇宙3人旅1 - クリリンとイメージトレーニング2〜明日に向けて休む2
  - パート22 宇宙3人旅2 - 出発して7日目〜明日に向けて休む3
  - パート23 宇宙3人旅3 - クリリンとイメージトレーニング3〜明日に向けて休む4
  - パート24 宇宙3人旅4 - クリリンとイメージトレーニング4〜明日に向けて休む5
  - パート25 宇宙3人旅5 - 修行をサボっているクリリンと悟飯〜明日に向けて休む6
  - パート26 宇宙3人旅6 - クリリンとイメージトレーニング5〜明日に向けて休む7
  - パート27 宇宙3人旅7 - クリリンとイメージトレーニング6〜明日に向けて休む8
  - パート28 宇宙3人旅8 - 出発して3週間目〜悟飯のホームシック
  - パート29 宇宙3人旅9 - クリリンとイメージトレーニング7〜明日に向けて休む10
  - パート30 宇宙3人旅10 - クリリンとイメージトレーニング8〜明日に向けて休む11
  - パート31 宇宙3人旅11 - 出発して4週間目〜ナメック星はどんな所か期待する悟飯達
  - パート32 宇宙3人旅12 - クリリンとイメージトレーニング10〜明日に向けて休む13
  - パート33 宇宙3人旅13 - クリリンとイメージトレーニング11〜明日に向けて休む14
  - 最終パート 宇宙3人旅14 - ナメック星を発見〜ナメック星へ突入!
- 第三部 フリーザ編（ナメック星に到着した所からスタート）
  - パート1 それぞれの思惑 - ついにナメック星に到着〜フリーザ達を追って行く
  - パート2 悟空 ナメック星へ - 入院中の悟空〜ナメック星に向けて出発した悟空
  - パート3 ナメック星人の村 - フリーザ達の様子を見るクリリンと悟飯〜残りのドラゴンボールを探しに行くザーボン達
  - パート4 最長老の家 - 最長老の所へ案内するデンデ〜ベジータと手を組んで、ギニュー特戦隊の所へ向かう
  - パート5 重力修行1 - ナメック星に向かう悟空〜重力修行を終える1
  - パート6 重力修行2 - 重力修行を始める2〜重力修行を終える2
  - パート7 重力修行3 - 重力修行を始めようとする悟空〜重力修行を終える3
  - パート8 重力修行4 - 重力修行を始める4〜重力修行を終える4（条件を満たしていない場合は、全ての修行を終えた悟空）
  - パート9 重力修行5（条件を満たす必要がある） - 仮想ベジータと闘う修行〜全ての修行を終えた悟空
  - パート10 ギニュー特戦隊!! - ギニュー特戦隊、ナメック星に到着〜フリーザ、生き残りのナメック星人へ向かう
  - パート11 超サイヤ人!? - リクームと戦っている悟飯〜ニヤリと笑うギニュー
  - パート12 ボディチェンジ - 生き残りのナメック星人へ向かうフリーザ〜悟空の回復を待つ悟飯達
  - パート13 怒りのフリーザ!! - 最長老の所へ行こうとするクリリン〜フリーザの対決へ
  - 最終パート 伝説の超サイヤ人 - フリーザと直接対決〜フリーザを撃破した悟空
- 最終部 エピローグ編 （1パートで会話のみ、フリーザ編をクリアしたもののみ見られるものでストーリー選択は不可能）
  - 覚醒編クリア!!!! - 最長老の本当の最期〜1年経っても悟空はまだ帰ってこない

## 登場キャラクター

### 敵キャラクター
主に固有技を記載。
チチ（匿名希望）
過去、悟空と婚約した牛魔王の娘。自分のことを忘れた悟空と闘うが、展開によっては戦わないことになる。負けてもゲームオーバーにならず、直後にピッコロ戦になる。
天津飯
前回の天下一武道会の優勝者。悟空と2回戦で対戦。展開によっては戦わないこともできる。負けてもゲームオーバーにならず、直後にピッコロ戦になる。
パワー技 排球拳
必殺技 気功砲
特殊技 太陽拳
ピッコロ（マジュニア）
前作に登場したピッコロ大魔王の生まれ変わりで、天下一武道会にて悟空と激突。技の修行などで戦うこともある。
パワー技 超爆裂拳
必殺技 爆力魔波
特殊技 ミスティックスルー
ラディッツ
サイヤ人であり、悟空の実兄。第一部のボス。
必殺技 ダブルエネルギー波
界王様
北の宇宙を担当する界王。悟空の修行で闘い、体力か戦闘力を上げるかを選ぶことができる。
必殺技 エネルギー波
特殊技 超能力
栽培マン
土から誕生する人工生物。悟飯で倒しておくとナッパ戦の展開が変化する。
必殺技 エネルギー波
ナッパ
ベジータと共に地球に襲来するサイヤ人。2回闘うが、選択肢次第によって展開が変わる。戦わないこともできる。
必殺技 エネルギー砲
特殊技 衝撃波
ベジータ
サイヤ人の王子。第二部のボスだが最後の相手ではない。フリーザ編では共闘することになる。
パワー技 プラネットバースト
必殺技 ギャリック砲
特殊技 衝撃波
クリリン
悟空の親友。悟飯のイメージトレーニングの練習相手。第二部のボスだが、選択肢で闘わないことにすることができる。
必殺技 かめはめ波
特殊技 太陽拳、衝撃波
キュイ
フリーザの手下であり、ベジータのライバル。原作と違い、選択肢次第によって闘うことができる。
アプール
フリーザの手下。同型が何体も存在。
必殺技 エネルギー波
ドドリア
フリーザの側近。原作と違い、選択肢次第によって闘うことができる。
パワー技 ダイナミックバスター
必殺技 デスバースト
特殊技 アースウェイブ
ザーボン（通常形態）
フリーザの側近。原作と違い、選択肢次第によって闘うことができる。
パワー技 ダンシングニードル
必殺技 エレガントバスター
特殊技 エレガントソニック
ザーボン（変身形態）
変身しパワーアップして再び挑んでくる。変身後は選択肢次第によって展開が変化する。
パワー技 デンジャラスドライバー
必殺技 ヘビィバスター
特殊技 アースウェイブ
仮想ベジータ
条件を満たすと修行の仮想の練習相手になる。仮想のためしゃべらない。実力と使ってくる技はベジータと同じ。
パワー技 プラネットバースト
必殺技 ギャリック砲
特殊技 衝撃波
グルド
ギニュー特戦隊の一人。メンバーの中で1番弱いが、超能力を使ってくる。
必殺技 サイコショット
特殊技 タイムストップ、サイコキネシス
リクーム
ギニュー特戦隊の一人。メンバーの中で1番のパワーを持つ。
必殺技 イレイザーガン
ジース
ギニュー特戦隊の一人。原作と違い、選択肢次第によって悟飯で闘うことができる。
必殺技 クラッシャーボール
バータ
ギニュー特戦隊の一人。メンバーの中で一番のスピードを持つ。
必殺技 ブルーインパルス
ギニュー（通常形態）
ギニュー特戦隊のリーダー。相手と体を入れ替える能力を持ち、総合的に強い。
パワー技 スペシャルボンバー
必殺技 ギニューメガブラスト
特殊技 ファイティングダンス
ギニュー（孫悟空形態）
悟空と体を入れ替えて再び闘うことになるが、体が使いこなせないため弱くなっている。
必殺技 エネルギー波
フリーザ（第二形態）
変身して第二形態になって闘うことになる。
必殺技 ソニックボム
特殊技 サイコキネシス
フリーザ（最終形態）
最終形態に変身して2回闘うことになる。2回目の闘いから悟空が超サイヤ人になり、戦闘力が約386万になる。
パワー技 フォースアタック
必殺技 エネルギーバスター
特殊技 サイコキネシス
フリーザ（最終形態・フルパワー状態）
第三部のボスであり、本作の最終ボス。悟空が超サイヤ人に覚醒したことでフルパワーになり、2回闘うことになる。使う技は変わらない。
パワー技 フォースアタック
必殺技 エネルギーバスター
特殊技 サイコキネシス

## スタッフ
- エグゼクティブ・プロデューサー：間庭英作
- チーフ・プロデューサー：尾形和正
- プロデューサー：鈴木敏弘
- アシスタント・プロデューサー：内山大輔
- ディレクター：島田晋作
- コーディネーター：磯神河馬夫
- ゲーム・デザイン：竹花欣也、清水厚二、金子孝治
- プログラム：干焼蝦仁、蓮蓉寿桃
- グラフィック・デザイン：玉井裕和、荒井翔子、そば、MIP、ぬーぴー、E.S.E.
- 東映動画：森下孝三、蛭田成一、武田寛
- 音楽：山本健司
- サウンドワーク：SWITCH・E、BOOING BOO!、CHIRO、TORO
- アシストワーク：渡辺浩孝、磯貝健夫、稲垣浩文
- スペシャル・サンクス：東海林隆、藤原尚、島田浩志、河阪由美子 
  - 週刊少年ジャンプ：堀江信彦、中村泰造、武田冬門、大塚久永
  - Vジャンプ：鳥嶋和彦、高橋俊昌、岡本堅史
  - 松本常男、赤松直人、清野義孝、岩岡義孝、岩原誠

## 評価
ファミコン通信の「クロスレビュー」では7、5、6、6の24点。レビュアーはストーリーは文章とグラフィックがメインながらわかりやすくチープさは感じず原作を知らなくても楽しめる、原作をまた読みたくなりヘボいキャラクターゲームではこうはならず面白い、戦闘はビジュアルが良くジャンケンのようなシステムについて後出し可能な難易度の低さで戦略性があまりなく影が薄いとした者と反射神経は少し必要だがドラゴンボールを堪能するのがメインでもっと簡単でもよかったのではないかとする者で分かれ、技の相性を覚えて有効打を繰り出せるようになるまで結構時間がかかる、意欲的だがシステムを積み込み過ぎた気もする、カルトクイズはほんとにカルトであるとした。
ファミリーコンピュータMagazineの読者投票による「ゲーム通信簿」での評価は以下の通りとなっており、30点満点中22.6点となっている。
| 項目 | キャラクタ | 音楽 | お買い得度 | 操作性 | 熱中度 | オリジナリティ | 総合 |
| 得点 | 4.1        | 3.7  | 3.5        | 3.6    | 3.9    | 3.8            | 22.6 |

## 関連商品
ドラゴンボールZ 超悟空伝 -覚醒編-
山本健司が作曲したゲーム中のBGM、エンディングテーマ「涙みたいな雨が降る」も収録されたサウンドトラック。1995年12月21日にFMEから発売。